# Hipposideros ater
El murciélago de nariz de hoja oscura (Hipposideros ater) es un murciélago del género Hipposideros cuyo hábitat se extiende desde India y Sri Lanka hasta Filipinas, Nueva Guinea y el norte de Australia. Esta especie se cuenta en el grupo de especies de H. bicolor y anteriormente se clasificaba dentro de esa especie.
El nombre del género Hipposideros proviene de las palabras griegas para «caballo» (ἴππος) y «hierro» (σίδηρος) y significa «herradura»; una referencia a la forma compleja de la nariz por la que son conocidas las especies de este género. La designación genérica ater en latín significa «negro» y señala el color relativamente oscuro del pelaje de esta especie.

## Ecología y comportamiento
En Filipinas, esta especie se encuentra en las selvas tropicales desde el nivel del mar hasta elevaciones de 1200 m. El animal descansa en cuevas tanto en bosques como en zonas agrícolas. En Australia, la especie vive tanto en manglares y selvas tropicales como en zonas abiertas y secas. Como la mayoría de los murciélagos, Hipposideros ater está activo durante la noche. Durante el día duerme en cuevas, minas y, a veces, agujeros en los árboles, preferiblemente en lugares oscuros, cálidos y húmedos. El animal come pequeños insectos voladores. Este murciélago vuela lentamente, pero es capaz de hacer maniobras. La temporada de apareamiento es en abril; las crías nacen de octubre a diciembre y son destetadas en enero. 

## Rango y distribución
En Australia, la especie vive en el extremo norte de Australia Occidental (Kimberly), la mitad norte del Territorio del Norte, en Cabo York y sus alrededores (Queensland). La especie fue capturada varias veces en Middle-Queensland y el sur de los Territorios del Norte, fuera del área de distribución "normal". En Nueva Guinea, la especie fue capturada solo en tres lugares, los tres situados en Papúa Nueva Guinea. En Nueva Guinea, la especie se encuentra en Ambon, las islas Aru, Morotai, Nueva Bretaña, Nueva Irlanda y Woodlark . También es posible encontrarlo en las Islas Sangihe y las Islas Talaud. En Filipinas, la especie se encuentra en Balabac, Bohol, Catanduanes, Leyte, Luzón, Marinduque, Maripipi, Mindanao, Negros y Palawan.

## Subespecies
Esta especie se divide en varias subespecies: 
- H. a. amboinensis (Peters, 1871) de Ambon
- H. a. antricola (Peters, 1861) en Filipinas (incluido Palawan)
- H. a. ater de Sri Lanka y la India
- H. a. aruensis (Gray, 1858) de las islas Aru y Nueva Guinea
- H. a. gilberti de Australia
- H. a. nicobarulae en las Islas Nicobar
- H. a. saevus del área entre el sur de Tailandia y las Molucas.  [2][6]

Los ejemplares de Borneo no pueden asignarse a una subespecie en particular, aunque H. a. antricola y H. a. saevus parece tener un cráneo un poco más largo. Se clasificarían de la misma forma que H. a. ater y H. a. antricola a veces tienen dientes reducidos. Sin embargo, solo se conocen cuatro ejemplares de Borneo, de los cuales solo uno está intacto.

## Descripción
Es un murciélago de hoja muy pequeña, pero con ojos enormes, grandes y redondos. El pelaje es largo y suave. La parte superior es de color marrón grisáceo a gris, a veces también anaranjado. La hoja nasal cuadrada tiene una forma relativamente simple. La estructura de la hoja nasal aparece en H. cineraceus, pero el color aparece más en H. pomona.
En la siguiente tabla se muestran los tamaños de Hipposideros ater en varias áreas.
| Tamaño                           | Australia | Nueva Guinea | superiores | Borneo    | Palawan   | Catanduanes |
| -------------------------------- | --------- | ------------ | ---------- | --------- | --------- | ----------- |
| Longitud hocico-respiradero (mm) | 33-46     | 45,6         | 41,5-50,0  | -         | -         | -           |
| Longitud de la cola (mm)         | -         | 19.0         | 27.7-29.1  | -         | -         | -           |
| Longitud del antebrazo (mm)      | 34,5-40,5 | 40,0-42,8    | 40,6-42,5  | 40,4-40,7 | 39,4-40,4 | 40-43       |
| Longitud de la tibia (mm)        | -         | 16,9-19,6    | 16,7-18,5  | -         | -         | -           |
| Longitud de la caña del pie (mm) | -         | 8-8.4        | -          | -         | -         | -           |
| Longitud de oreja (mm)           | -         | 19.7-20      | 16.8-18.2  | -         | -         | -           |
| Peso (gramos)                    | 3.4-5.6   | 8.3          | 5.9-8.3    | -         | -         | -           |